# Svetlana Osipova
Pour les articles homonymes, voir Osipova.
Svetlana Osipova (née le 3 mai 2000,) est une taekwondoïste ouzbèke et membre de l'équipe nationale d'Ouzbékistan. En 2017, elle a remporté une médaille d'argent aux Jeux asiatiques en salle. En 2018 et 2023, elle a obtenu des médailles de bronze aux Jeux asiatiques. En 2019, elle a décroché une médaille d'or aux Jeux mondiaux militaires. En 2022, elle a remporté une médaille d'or aux Championnats du monde de taekwondo, et en 2023, elle a obtenu une médaille d'argent mondiale.

## Carrière
En 2017, elle a participé aux Jeux asiatiques en salle et aux arts martiaux qui se sont tenus à Achgabat, au Turkménistan. Elle a remporté une médaille d'argent dans la catégorie de poids jusqu'à 73 kg, perdant en finale face à une athlète sud-coréenne nommée Myeong Mi-na (es),,.
En 2018, Svetlana Osipova a remporté une médaille de bronze au tournoi international «French Open», perdant en demi-finale face à l'athlète française Solène Avoulète. La même année, elle a décroché une médaille de bronze dans la catégorie de poids de plus de 67 kg aux Jeux asiatiques de 2018, qui ont eu lieu à Jakarta, en Indonésie, perdant face à une athlète sud-coréenne nommée Kim Bich-na (es),.
En 2019, elle a remporté une médaille d'or dans la catégorie de poids de plus de 78 kg aux Jeux mondiaux militaires qui se sont tenus à Wuhan, en Chine,.
En 2021, lors du Tournoi de Qualification de Taekwondo pour les athlètes du continent asiatique qui s'est tenu à Amman, en Jordanie, elle a décroché une place pour participer aux Jeux olympiques d'été de 2020.
Aux Jeux olympiques d'été de 2020 à Tokyo, au Japon, elle a participé dans la catégorie de poids des plus de 67 kg. En huitièmes de finale, elle a affronté une athlète de taekwondo du Kazakhstan, Cansel Deniz (en), et a perdu sur le score de 9 à 10. Elle a terminé à la 11e place,.
En 2022, Osipova a remporté la médaille d'or dans l'épreuve des femmes de plus de 73 kg lors des Championnats du monde de taekwondo 2022 qui se sont déroulés au Centro Acuático CODE Metropolitano, à Guadalajara, au Mexique,.
En 2023, lors des Championnats du monde de taekwondo qui ont eu lieu à Bakou, dans la catégorie de poids de plus de 73 kg, Svetlana a remporté la médaille d'argent. Lors du match final, elle a été battue par une athlète turque nommée Nafia Kuş,Cansel DenizCansel Deniz. La même année, aux Jeux asiatiques à Hangzhou, en Chine, dans les compétitions de taekwondo dans la catégorie de poids de plus de 67 kg, elle a remporté une médaille de bronze.

## Palmarès
| Année | Événement                                   | Lieu                   | Rang | Catégorie      |
| ----- | ------------------------------------------- | ---------------------- | ---- | -------------- |
| 2017  | Jeux asiatiques d'arts martiaux et en salle | Achgabat, Turkménistan | 2e   | Moins de 73 kg |
| 2018  | Jeux asiatiques                             | Jakarta, Indonésie     | 3e   | Plus de 67 kg  |
| 2019  | Jeux mondiaux militaires                    | Wuhan, Chine           | 1re  | Plus de 73 kg  |
| 2022  | Jeux de la solidarité islamique             | Konya, Turquie         | 1re  | Plus de 73 kg  |
| 2022  | Jeux asiatiques                             | Hangzhou, Chine        | 3e   | Plus de 67 kg  |
| 2022  | Championnats du monde                       | Guadalajara, Mexique   | 1re  | Plus de 73 kg  |
| 2023  | Universiade                                 | Sichuan, Chine         | 3e   | Plus de 73 kg  |
| 2023  | Championnats du monde                       | Bakou, Azerbaïdjan     | 2e   | Plus de 73 kg  |